# Erhvervsministeriet
Erhvervsministeriet (förkortat EM) är det ministerium i Danmark som ansvarar för näringslivsfrågor. Ministeriet arbetar först och främst med reglering av näringsliv i städer som industri, handel, sjöfart och kapitalmarknad – samt med initiativ för att främja export och turism. Under ministeriet ligger flera direktorat, statliga företag, institutioner och råd.
Ministeriets mål på det affärspolitiska området är att säkerställa optimala villkor för företag i Danmark genom att skapa goda tillväxtmöjligheter. Fram till 2011 utformade man även ekonomisk politik, bevakade finansmarknaderna och genomförde samhällsekonomiska analyser.

## Historia
Erhvervsministeriets historia går tillbaka till Ministeriet for Handel og Søfart (även kallatt Handelsministeriet) som bildades 1908. Hantverk och industri hamnade under ministeriet 1914. Det bytte 1979 namn till Industriministeriet och 1994 till Erhvervsministeriet.
Ministeriet slogs 2001 samman med Økonomiministeriet till Økonomi- og Erhvervsministeriet. Detta ministerie tog också över de uppgifter som tidigare legat under By- og Boligministeriet (som lades ner) samt uppgifter om energilagstiftning från  Miljø- og Energiministeriet. Ekonomifrågor flyttades 2011 över till  Økonomi- og Indenrigsministeriet.
Då Miljø- og Fødevareministeriet bildades 28 juni 2015 kom många uppgifter kopplade till planering att föras över från Miljøministeriet till Erhvervsstyrelsen som låg under Erhvervs- og Vækstministeriet. Det rörde sig utöver planfrågor även om sommarhus, camping och  kolonilotter. De flesta av Ministeriet for By, Bolig og Landdistrikters uppgifter flyttades över till Erhvervs- og Vækstministeriet, bostadspolitiken flyttas dock över till Udlændinge-, Integrations- og Boligministeriet. Socioekonomiska företag flyttades över från Social- og Indenrigsministeriet till Erhvervs- og Vækstministeriet. I gengäld tog Energi-, Forsynings- og Klimaministeriet över flera av Erhvervs- og Vækstministeriets uppgifter kopplade till tele- och internetregelverk, som för elektroniska kommunikationsnät och -tjänster (teleloven) samt om spridning av radio- och TV- signaler (masteloven). I november 2016 blev Erhvervs- og Vækstministeriet under regeringen Lars Løkke Rasmussen I omdöpt til Erhvervsministeriet.

## Organisation
Erhvervsministeriets koncern omfattar sju direktorat och åtta statliga företag. 
| De sju direktoraten är: - Erhvervsstyrelsen - Finanstilsynet - Konkurrence- og Forbrugerstyrelsen - Nævnenes Hus - Patent- og Varemærkestyrelsen - Sikkerhedsstyrelsen - Søfartsstyrelsen | De åtta statliga företagen är: - DanPilot - Dansk Standard - Design Society - EKF Danmarks Eksportkredit - Finansiel Stabilitet - Nordsøfonden - VisitDenmark - Vækstfonden |